# Goldtupfen-Doktorfisch
Der Goldtupfen-Doktorfisch (Acanthurus nigrofuscus), auch Brauner Doktorfisch genannt, ist eine Art aus der Familie der Doktorfische.

## Aussehen
Der Goldtupfen-Doktorfisch hat einen längsovalen, seitlich abgeflachten Körper, der braun bis olivfarben gefärbt ist. In der Region des Kopfes, der etwa 15 % des Körpers ausmacht, hat er auffällige goldene Punkte. Auf diese ist die deutsche Artbezeichnung zurückzuführen. Rücken- und Afterflosse, die blau gesäumt ist, können im Imponiergehabe aufgestellt werden. Die Schwanzflosse ist sichelförmig ausgezogen. Die Körperlänge beträgt etwa 20 cm. Das Maul ist wie bei allen Doktorfischarten endständig und ist mit beweglichen Borstenzähnen versehen. Dies ist eine Anpassung an die Hauptnahrung Algen, die er von Hartsubstrat abraspelt.
Bei laichbereiten Fischen ändert sich die Körperfärbung. Der braun bis olivfarben gefärbte Körper wird hellbraun, die Flossen nehmen eine rötliche Färbung an und es zeigt sich ein gelblicher Rückenstreifen.

## Verbreitung
Der Goldtupfen-Doktorfisch ist im Roten Meer sowie im tropischen Indopazifik bis nach Hawaii und den Küsten Japans sowie dem Great Barrier Reef verbreitet und besiedelt dort Lagunen und Außenriffe. Er ist bis zu einer Meerestiefe von 25 Metern zu beobachten.

## Ernährung

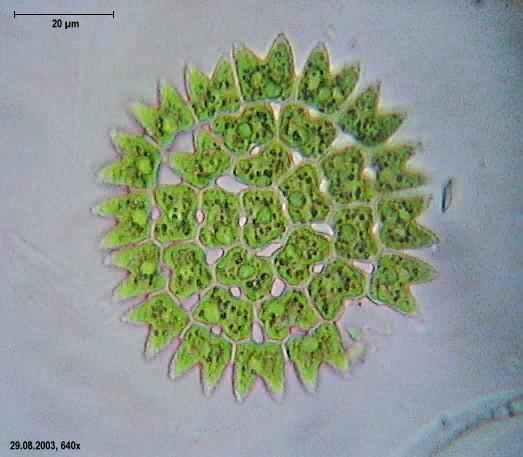
Grünalgen (Pediastrum duplex)

Er frisst Faden- und Blattalgen von Hartsubstrat und präferiert dabei Rot- und Braunalgen im Sommer und Grünalgen im Winter. Die Ernährungsgewohnheiten dieser Fischart ist besonders gut erforscht.

„A. nicrofuscus sammelt an den kurzen Tagen der Wintermonate Fettreserven und verbessert dabei wesentlich seine Kondition, obwohl die Art in den anderen Jahreszeiten wesentlich länger pro Tag fressen könnte. Die Reserven werden als Lipide in zwei speziellen Fettgeweben, den Mesenterien um die Geschlechtsorgane und paarige dreieckige Fett-Taschen oberhalb der Afterflosse - eingelagert. Die eingelagerten Fette besitzen höhere Gehalte an Triacylglycerol als z. B. Leber- und Muskelfette, die bei anderen Fischarten als Energiespeicher dienen. Man stellte fest, daß A. nigrofuscus im Winter viel mehr fleischige Grünalgen ... frißt als im Sommer..., da zu dieser Zeit die Wachstumsphase der jeweiligen Algen einsetzt und viel weniger störende Aufsitzeralgen, Bryozoen, Detritus und Dioatomeen mit ihren speziellen Geschmacksstoffen auf den Algensprossen sitzen. Im Sommer müssen die Doktoren auf die für sie minderwertigen Rot- und Braunalgen ausweichen. Durch die Änderungen von bestimmten Fettsäuregehalten in den Doktorfischfetten als Folge des Grünalgenfressens wurde man auf diese bisher wenig beachtete Ernährungsbeziehung aufmerksam. Da A. nigrofuscus die im Winter angefressenen Reserven während der Gonadenausbildung im Frühjahr wieder verbraucht, ist diese spezielle Ernährungsbeziehung für eine erfolgreiche Laichphase im Sommer verantwortlich.“

## Verhalten
Der tagaktive Goldtupfen-Doktorfisch gehört zu den Doktorfischarten, die häufig in Schwärmen beobachtet werden. An Riffabschnitten von 800 Meter Länge hat man Schwärme gezählt, die 250 bis 400 Individuen umfassen. Der Riffabschnitt ist dabei in eine Zone untergliedert, in der die Fische sich während ihrer Fressphasen aufhalten, und eine solche, die sie als Ruhezone während der Nacht verwenden.

## Besonderheiten
Wie viele der ausschließlich von Algen lebenden Doktorfischarten hat er in seinem Verdauungstrakt symbiotische Mikroorganismen, mit deren Hilfe er in der Lage ist, seine Nahrungsmittel zu verdauen. 1985 wurde durch den israelischen Wissenschaftler Lev Fishelson von der Universität Tel Aviv in den Eingeweiden des Goldtupfen-Doktorfisches das Bakterium Epulopiscium fishelsoni entdeckt, das mit einer Länge von bis zu 0,7 Millimetern eines der größten bekannten Bakterien ist.